# Umbrega
Umbrega est une ville de la province d'Al Qadarif au Soudan.

## Histoire
Elle fut le lieu d'une des dernières batailles à cheval de l'armée française en janvier 1941, menée par l'escadron de spahis commandé par Paul Jourdier, contre des forces italiennes.